# Live in Stockholm 1994
Live in Stockholm is een livealbum van de Amerikaanse band The Breeders. Dit album bevat 8 live nummers, die zijn opgenomen tijdens een concert in Stockholm, Zweden. 

## Nummers
1. "Shocker in Gloomtown" - 2:56 (Guided by Voices)
2. "New Year" - 2:06
3. "Hellbound" - 2:19
4. "Saints" - 3:25
5. "I Just Want to Get Along" - 2:19
6. "SOS" - 1:30
7. "Roi" - 2:34
8. "No Aloha" - 2:56